# Viktor Abakoemov
Viktor Semjonovitsj Abakoemov (Russisch: Виктор Семёнович Абаку́мов) (Moskou, 24 april 1908 – aldaar, 19 december 1954) was een hooggeplaatste functionaris van de Sovjet veiligheidsdiensten, van 1943 tot 1946 hoofd van SMERSJ en van 1946 tot 1951 minister van Staatsveiligheid. Abakoemov stond bekend om zijn bruutheden, waaronder het persoonlijk martelen van gevangenen. Hij had een aandeel in de liquidatie van acteur, theaterdirecteur en bekend persoon Solomon Michoëls.
Abakoemov was lang, met een vlezig gezicht, een bos blauwzwart haar en dikke wenkbrauwen. Hij bezat het sadisme van Beria maar niet diens intelligentie. Hij rolde een met bloed bevlekt kleed uit voordat hij zijn slachtoffers onder handen nam, zodat zijn Perzische tapijten niet vuil werden van de bloedspatten.
Hij hield van jazz. Totdat jazz verboden werd, speelde bandleider Eddie Rosner op zijn feestjes.
Abakoemov had elke week een ontmoeting met Stalin, hoewel hij niet tot diens directe kring mag worden gerekend. Hij overleefde Stalin, maar werd in december 1954 alsnog geëxecuteerd.